# THE ONE -crash to create-
「THE ONE -crash to create-」（ザ ワン -クラッシュ トゥー クリエイト-）は、LUNA SEAの15枚目のシングル。2012年3月21日発売。

## 解説
配信限定シングル「PROMISE」以来ほぼ1年ぶりの新曲。CDシングルとしては、14thシングル「LOVE SONG」以来12年ぶりとなる。
LUNA SEAの楽曲では初めて5.1chマスターが製作され、販売形態も5.1chで収録されたSACD、2chで収録されたHQCD・通常のCD、そして上記3枚のディスクに、5.1chで音源が収録されたDVDの入ったプレミアムパッケージ版の4種類という、今までにないものとなった。
23分弱に及ぶ大曲であり、従来最も長いトラックであった「GENESIS OF MIND〜夢の彼方へ〜」のライブバージョン（『NEVER SOLD OUT』収録）を大幅に超えるLUNA SEAの作品中最長の楽曲となった。LUNA SEAのシングルとしては初めてカップリングが1曲も収録されておらず、シングルでありながらミュージック・ビデオも制作されていない。
演奏にはLUNA SEAメンバー5人とマニピュレーターのd-kiku（菊池大輔）に加えて、葉山拓亮（ピアノ）、朝川朋之（ハープ）、Yucca（バックボーカル）ら、さらに藤原いくろう指揮による野口千代光ストリングスが参加している。
WOWOW Presents LUNA SEA TV SPECIAL -The End of the Dream-にて、初披露された。

## 楽曲発表から販売まで
- 2012年1月18日：LUNA SEA公式ホームページ上でカウントダウンが開始。
- 1月20日：0時にカウントが0になり、CDシングル発売が発表された。曲タイトルは発表されず、発売日、20分を超える曲であること、発売形態が発表。と、同時に新たなカウントダウンが開始。
- 2月21日：0時にカウントが0になり、曲タイトル、CDジャケットが発表された。
- 3月8日：東京豊洲のユナイテッドシネマで、特別視聴会「FULL MOON CONTACT"THE ONE"」が開催。同模様は、ニコニコ動画・USTREAMにて生放送された。
- 3月14日：LUNA SEA公式モバイルサイト「LUNA SEA MOBILE」で、着うたとして先行配信開始。
- 3月21日：「THE ONE -crash to create-」発売。同時に、iTunes等のダウンロードサイトでも配信開始。

## 収録曲
作詞･作曲･編曲：LUNA SEA
1. THE ONE -crash to create-

J、SUGIZO、INORAN原曲。歌詞は主にRYUICHIによるもの。

## 収録アルバム
- LUNA SEA 25th Anniversary Ultimate Best -THE ONE-
- NEVER SOLD OUT 2